# Novi fosili
Novi fosili bio je hrvatski pop sastav, jedan od najpopularnijih 1970-ih i 1980-ih godina.
Njegovali su mješavinu vedrih i zabavnih pjesama za djecu i mlade, ljubavne balade urbanog teksta s pjevnim refrenima i suvremenim aranžmanima. Zbog stila često su bili uspoređivani sa švedskim sastavom ABBA. Njihovi albumi su prodani u milijunskim nakladama i diskografski su najuspješniji sastav svih vremena na našim prostorima.

## Povijest
Nove fosile osnovali su Slobodan Momčilović i Marinko Colnago 1969. U početku su nastupali uglavnom kao prateći sastav popularnim pjevačima, između ostaloga Ivici Šerfeziju i Ljupki Dimitrovskoj. Sredinom 1970-ih od sastava ostaju Momčilović i Colnago, a pridružuju im se Vladimir Kočiš (član nekadašnjeg sastava Biseri), Rajko Dujmić (dotadašnji klavijaturist Grupe Marina Škrgatića) te Đurđica Miličević (poslije Barlović). Zahvaljujući vlastitim novim skladbama (ponajviše Dujmićevim), počinje uzlazna putanja sastava.
Prve diskografske uspjehe bilježe 1976. Iste godine pozvani su na Splitski festival na kojem su nastupili s Runjićevom pjesmom "Diridonda" koja postaje hit u cijeloj Jugoslaviji. Nakon tog megahita praktično počinje skladateljska karijera Rajka Dujmića, koji se ubrzo iskazuje kao vrstan skladatelj a sastav dobiva festivalske nagrade i priznanja krititke na većini tadašnjih domaćih festivala. Imali su i zapažene nastupe na inozemnim natjecanjima u Dresdenu i Bratislavi. Postaju jedan od najpopularnijih sastava bivše države, a u nekoliko navrata izabrani su i za sastav godine. Koncertni repertoar im se sastoji od isključivo vlastitih pjesama, najvećim dijelom Dujmićevih. U tom vremenu izdaju 15-ak singlova i 6 LP ploča. Slijedile su turneje po tadašnjem Sovjetskom Savezu, Sjedinjenim Američkim Državama, Kanadi i zemljama Europe.
Nakon što je Đurđica Barlović 1983. napustila sastav, zamjenjuje je Sanja Doležal. Albumi koji su uslijedili ostvarili su visoke naklade. 
Fosili 1986. osvajaju nagradu publike, odnosno 3. nagradu Stručnog žirija na Međunarodnom festivalu u Dresdenu, a album Za dobra stara vremena dobiva Grand Prix JRT-a za najbolji album u kategoriji pop glazbe 1986. godine. Godinu dana poslije, 1987. "Novi fosili" predstavljaju Jugoslaviju na Pjesmi Eurovizije u Bruxellesu i osvajaju četvrto mjesto s pjesmom "Ja sam za ples", koja je objavljena kao singl u devet europskih zemalja.
Nakon razlaza prvotne postave 1991. godine, 1995. godine sastav se u okuplja u novoj postavi. U ovoj postavi su dvije pjevačice Jelena Fošner i Nataša Belošević i izdana su četiri albuma s dosta hitova, ali zbog niza okolnosti nisu uspjeli dostići slavu koju je sastav imao 80-ih godina. Ova postava rastaje se u listopadu 2001., objavivši prekid suradnje nakon 30 godina postojanja. Ipak, 2005. ponovno se okupljaju u starom sastavu, sa Sanjom Doležal i Vladimirom Kočišom-Zecom. Nakon iznenadne smrti bubnjara Nenada Šarića, u svibnju 2012. godine, preostali članovi sastava su nakon kraće stanke nastavili s radom.
Rajko Dujmić je preminuo 4. kolovoza 2020. od posljedica prometne nesreće.

## Diskografija
| - 1974. – Novi fosili - 1978. – Da te ne volim – dijamantna – prvi album sa Đurđicom Barlović - 1980. – Nedovršene priče – platinasta - 1981. – Hitovi sa singl ploča (kompilacija) – zlatna - 1981. – Budi uvijek blizu - dijamantna - 1982. – Za djecu i odrasle - dijamantna - 1983. – Volim te od 9 do 2 (i drugi veliki hitovi) (kompilacija) – posljednji album s Đurđicom Barlović - 1983. – Poslije svega – dijamantna – prvi album sa Sanjom Doležal - 1985. – Tvoje i moje godine – dijamantna - 1986. – Za dobra stara vremena – platinasta - 1987. – Poziv na ples (kompilacija) – dijamantna - 1987. – Dijete sreće – dijamantna - 1988. – Nebeske kočije – platinasta - 1989. – Obriši suze, generacijo – platinasta - 1990. – Djeca ljubavi – platinasta - 1993. – Najbolje godine (kompilacija) – posljednji album sa Sanjom Doležal - 1995. – Druge godine prvi album sa Jelenom Fošner i Natašom Belošević - 1996. – Bijele suze padaju na grad - 1998. – Pričaj mi o ljubavi - 1998. – Ljubav koja nema kraj vol. 1 (kompilacija) - 1998. – Ljubav koja nema kraj vol. 2 (kompilacija) - 1999. – Jesen posljednji album sa Jelenom Fošner i Natašom Belošević - 2005. – Za dobra stara vremena 2005 (kompilacija) - 2006. – The Platinum Collection Novi fosili - 2010. – Love collection (najbolje ljubavne pjesme) - 2011. – Uvijek blizu – boxset od 4 CD-a (najbolje od Fosila 1969. – 1999.) - 2013. – Live! - 2019. – 50 originalnih pjesama (kompilacija) - 2024. – 25 Greatest Hits (kompilacija) | - Split 1976. – "Plovi mala barka" - Split 1977. – "Diridonda" - Zagrebfest 1977. – "Tko visoko diže nos" - Split 1978. – "Neka vali gingolaju svoje barke" – 1. mjesto - Zagrebfest 1978. – "Da te ne volim" - Vaš šlager sezone 1979. – "Ne oplakuj nas ljubavi" - Beogradsko proljeće 1979. – "Moj svijet bez tebe" - Split 1979. – "Reci mi tiho, tiho" - Zagrebfest 1979. – "Tajna" - Opatija 1979 – "Sklopi oči" – 1. mjesto - Split 1980. – "Čuješ li me, je l' ti drago" – 1. mjesto - Zagrebfest 1980. – "Nemaš više vremena za mene" - Opatija 1980. – "Najdraže moje" - Split 1981. – "Gdje su ona obećanja?" - Split 1981. – "Ne budi me mati" - Zagrebfest 1990. – "Kad budemo ja i ti 63" – 1. mjesto - Zagrebfest 1997. – "Zaboravi" - Zagrebfest 1999. – "Daj mi minutu" - Split 2011. – "Ti si čudo" - 1981. – "Oko moje" – 2. mjesto - 1982. – "Vikend tata, vikend mama" – 4. mjesto - 1983. – "Volim te od 9 do 2" – 2. mjesto - 1986. – "Boby No.1" – 2. mjesto - 1987. – "Ja sam za ples" – 1. mjesto - 1996. – "Spray" – 6. mjesto - 1996. – "OGAE 2nd chance" – Spray – 2. mjesto - 1997. – "Vrijeme" – 9. mjesto - 1998. – "Pričaj mi o ljubavi" – 9. mjesto - 2001. – "Takva ljubav" – 17. mjesto - 1987. – "Ja sam za ples" – 4. mjesto |

## Članovi sastava
| - Slobodan Momčilović Moka – bubnjevi, osnivač (1969. – 1985.) - Slavomir Cvija – klavijature, vokal (1969. – 1976.) - Milan Čaleta Čale – gitara, vokal (1969. – 1976.) - Marinko Colnago – bas-gitara, vokal (1969. – 1991., 1995. – 1997., 2005. – 2025.) - Vjekoslav Slavko Kink – tenor, saksofon (1969. – 2014.) - Ivica Piskulić – trobenta (1969. – ?) - Antun Pavić Tuna – gitara (1969. – ?) - Radmilo Maslovarić – trombon (?) - Zvonimir Makar Šiljo – (?) - Zoran Vlaović - gitara (?) - Rajko Dujmić Lima – klavijature, vokal (1976. – 1991., 1995. – 2001., 2005. – 2014.) - Vladimir Kočiš Zec – gitara, vokal (1977. – 1991., 2005. –) - Nenad Šarić Brada – bubnjevi (1985. – 1991., 2005. – 2012.) | - Đurđica Barlović – vokal (1976. – 1983.) - Sanja Doležal – vokal (1983. – 1991., 2005. –) - Nataša Belošević – vokal (1995. – 2001.) - Jelena Fošner – vokal (1995. – 2001.) - Vladimir Pavelić – bubnjevi, vokal (1995. – 2001.) - Dalibor Barišić Dado – klavijature, vokal (1995. – 1997.) |

## Mjuzikl
Na temelju pjesama Novih fosila napravljen je i veoma uspješan mjuzikl pod imenom "Za dobra stara vremena".

## Zanimljivosti
- Naziv "Novi" u imenu "fosili" predložio je Arsen Dedić.[10] U slastičarnici Junferici u Teslinoj, do kraja 70-ih poznatom okupljalištu glazbenika, dogovarali su ime sastava. "Nama dvojici je bilo 27, 28 godina, našem saksofonistu Kinku 38, i zafrkavali smo se da smo za osnivanje benda stari kao fosili. S druge strane šanka nas je prisluškivao Arsen Dedić, koji nam je dobacio: - Pa nazovite se onda Novi fosili. "[5]
- Sanja Doležal je kao dijete snimala reklame za proizvode Medolino i Frutolino.
- Prva skladba koju je Dujmić napisao za Nove fosile bila je "Sanjaj me".[4]
- Hit "Da te ne volim" prodan je u više od 65.000 primjeraka.[11]
- Prvi album donio im je i dijamantnu ploču, a prodan je u preko 200.000 primjeraka.
- Album Budi uvijek blizu je prodan u nakladi od skoro 712.000 primjeraka (čime je dosegao dijamantnu nakladu) i najprodavaniji je album Novih fosila.[12]
- O svojim počecima te odlasku u Zagreb, Đurđica Barlović, prva vokalistica Novih fosila, u jednom je intervjuu izjavila: "Spakiram kofere, kažem roditeljima da idem i eto me u gradu pod Sljemenom. Da sam znala što me čeka sigurno nikad ne bih mrdnula iz Splita".
- Vladimir Kočiš dobio je nadimak Zec, jer je bio pionirski prvak Zagreba u trčanju na 60 metara.
- Rajko Dujmić dobio je nadimak Lima zbog visine.